# Victorious
Victorious (lit. ‘Victoriós’, estilitzat VICTORiOUS) és una comèdia de situació estatunidenca creada per Dan Schneider per a Nickelodeon.
La sèrie gira al voltant de l'aspirant a cantant Tori Vega (interpretada per Victoria Justice), una adolescent que assisteix a una escola d'arts escèniques anomenada Hollywood Arts High School. La seva germana gran, Trina, és interpretada per Daniella Monet. En el seu primer dia a Hollywood Arts, Tori coneix Andre Harris (Leon Thomas III), Robbie Shapiro (Matt Bennett), Rex Powers (titella de Robbie), Jade West (Elizabeth Gillies), Cat Valentine (Ariana Grande) i Beck Oliver (Avan Jogia). La sèrie es va estrenar el 27 de març de 2010 després dels Kid's Choice Awards de 2010.